# Strymon ilicoides
Strymon ilicoides är en fjärilsart som beskrevs av Gerhard. Strymon ilicoides ingår i släktet Strymon och familjen juvelvingar. Inga underarter finns listade i Catalogue of Life.